# Йохан Фридрих фон Лайнинген-Дагсбург-Харденбург
Йохан Фридрих фон Лайнинген-Дагсбург-Харденбург (на немски: Johann Friedrich von Leiningen-Dagsburg-Hardenburg (Hartenburg); * 18 март 1661 в замък Харденбург до Дюркхайм; † 9 февруари 1722 в Бад Дюркхайм) от Дом Лайнинген е граф на Лайнинген-Дагсбург-Харденбург.
Той е вторият син на граф Фридрих Емих фон Лайнинген-Дагсбург-Харденбург (1621 – 1698) и съпругата му графиня Сибила фон Валдек-Вилдунген (1619 – 1678), дъщеря на граф Христиан фон Валдек-Вилдунген (1585 – 1637) и графиня Елизабет фон Насау-Зиген (1584 – 1661), дъщеря на граф Йохан VII фон Насау-Зиген. По-големият му брат е Емих XIV (1649 – 1684), граф на Лайнинген-Дагсбург-Емихсбург, който няма наследник.

## Фамилия
Йохан Фридрих се жени през 1685 г. или през септември 1686 г. за Доротея Фридерика фон Алефелд-Риксинген (* 16 декември 1661; † 16 ноември 1698), дъщеря на имперския граф Фридрих фон Алефелд (1623 – 1686) и първата му съпруга Маргарета Доротея цу Рантцау (1643 – 1665). Те мат две деца:
- Фридрих (1687 – 1688)
- Ернст Фридрих (1689 – 1716)

Йохан Фридрих се жени втори път на 19 юни 1701 г. за Катарина фон Баден-Дурлах (* 10 октомври 1677 в Карлсбург; † 11 август 1746 в Бад Дюркхайм), дъщеря на маркграф Фридрих VII Магнус фон Баден-Дурлах (1647 – 1709) и съпругата му Августа Мария фон Шлезвиг-Холщайн-Готорп (1649 – 1728) и сестра на маркграф Карл III Вилхелм фон Баден-Дурлах, основателят на град Карлсруе. Те имат децата:
- Августа Фридерика (1702 – 1703)
- Фридрих Магнус (1703 – 1756), женен на 26 ноември 1723 г. за Анна Христиана Елеонора фон Вурмбранд-Щупах (1698 – 1763), родители на Карл Фридрих Вилхелм, първият княз на Лайнинген
- Карл Лудвиг (1704 – 1747), женен на 27 ноември 1726 г. за Каролина фон Салм-Даун (1706 – 1786)
- Шарлота Мария Албертина (1704 – 1783), омъжена на 21 септември 1727 г. за граф Ердман Фридрих Хенкел-Донерсмарк († 1752)
- Анна Мария Луиза (1706 – 1764), омъжена на 30 септември 1725 г. за граф Фридрих Фердинанд цу Папенхайм († 1793)
- Йохана Поликсена (1709 – 1750), омъжена на 15 август 1730 г. в Дюркхайм за граф Вилхелм фон Изенбург-Бюдинген (1700 – 1747)